# Nifedipine
Nifedipine is een geneesmiddel dat behoort tot de calciumantagonisten van het dihydropyridine-type. Het wordt voorgeschreven voor de behandeling van stabiele angina pectoris indien bètablokkers onvoldoende werkzaam zijn of contrageïndiceerd zijn; van essentiële hypertensie, bij voorkeur in combinatie met een bètablokker en eventueel een diureticum; en van het fenomeen van Raynaud.
Het middel werd oorspronkelijk ontwikkeld door Bayer, dat het onder de merknaam Adalat verkoopt. Maar het is inmiddels ook als generiek geneesmiddel op de markt. Het is verkrijgbaar in capsule- of tabletvorm; ook als tablet met vertraagde afgifte ("retardtablet"). 
De stof is opgenomen in de lijst van essentiële geneesmiddelen van de WHO.

## Synthese
De oorspronkelijke synthese betrof de reactie van 2-nitrobenzaldehyde met methylacetoacetaat en ammoniak: